# Serie A1 2023-2024 (pallanuoto maschile)
La Serie A1 2023-2024 è stata la 105ª edizione della massima serie del campionato italiano maschile di pallanuoto. La stagione regolare, divisa in due fasi a gironi, è iniziata il 1º ottobre 2023; i play-off e i play-out, con la formula delle gare al meglio delle 2 partite su 3, sono iniziati il 1º maggio e si sono conclusi il 29 maggio 2024.
Le squadre neopromosse sono  state la Roma Vis Nova ed il Camogli. La Liguria continua a mantenere il primato di regione più rappresentata sempre con 4 squadre.

## Formula
Dato che gli europei ed i mondiali del 2024 si sono disputati in inverno, costringendo il campionato ad uno stop dal 12 dicembre al 24 febbraio, il format della competizione è stato modificato: le 14 squadre partecipanti si affrontano in un girone all'italiana con partite di sola andata, per poi procedere ad una divisione in due gironi da 7 squadre (poule scudetto e poule retrocessione).
Le prime quattro squadre classificate della poule scudetto parteciperanno ai play-off scudetto; le squadre dalla quinta alla settima posizione della poule scudetto e la prima classificata della poule retrocessione parteciperanno ai play-off per l'Euro Cup. I play-out vedranno coinvolte le squadre classificatesi dalla terza alla sesta posizione nella poule retrocessione, mentre l'ultima retrocederà direttamente in Serie A2.

## Squadre partecipanti
| Club             | Città        | Piscina                                 | Stagione 2022-2023                                                         |
| ---------------- | ------------ | --------------------------------------- | -------------------------------------------------------------------------- |
| AN Brescia       | Brescia      | Centro Natatorio Mompiano               | 2ª in Serie A1.                                                            |
| Astra Roma       | Roma         | Piscina Valco San Paolo                 | 9ª in Serie A1.                                                            |
| Camogli          | Camogli (GE) | Piscina Comunale di Camogli             | 1ª nel girone Nord in Serie A2, promossa dopo i play-off.                  |
| Catania          | Catania      | Piscina Francesco Scuderi               | 13ª in Serie A1, salvo dopo i play-out.                                    |
| De Akker Bologna | Bologna      | Piscina Carmen Longo                    | 11ª in Serie A1, salva dopo i play-out.                                    |
| Ortigia          | Siracusa     | Piscina Paolo Caldarella                | 3ª in Serie A1                                                             |
| Posillipo        | Napoli       | Piscina Felice Scandone                 | 8ª in Serie A1                                                             |
| Pro Recco        | Recco (GE)   | Piscina Punta Sant'Anna                 | 1ª in Serie A1; campione d'Italia in carica; vincitrice della Coppa Italia |
| Quinto           | Genova       | Piscina Marco Paganuzzi                 | 7ª in Serie A1                                                             |
| Roma Vis Nova    | Roma         | Stadio del nuoto Monterotondo           | 1ª nel girone Sud in Serie A2, promossa dopo i play-off.                   |
| Salerno          | Salerno      | Piscina Simone Vitale                   | 12ª in Serie A1, salva dopo i play-out.                                    |
| Savona           | Savona       | Piscina Carlo Zanelli                   | 6ª in Serie A1                                                             |
| Telimar Palermo  | Palermo      | Piscina olimpionica comunale di Palermo | 4ª in Serie A1                                                             |
| Trieste          | Trieste      | Polo Natatorio "Bruno Bianchi"          | 5ª in Serie A1                                                             |

## Allenatori
| Club             | Allenatore                                                                          |
| ---------------- | ----------------------------------------------------------------------------------- |
| AN Brescia       | Alessandro Bovo                                                                     |
| Astra Roma       | Maurizio Mirarchi                                                                   |
| Camogli          | Angelo Temellini                                                                    |
| Catania          | Giusi Malato                                                                        |
| De Akker Bologna | Federico Mistrangelo                                                                |
| Ortigia          | Stefano Piccardo                                                                    |
| Posillipo        | Roberto Brancaccio (regular season) Giuseppe Porzio (round retrocessione e playout) |
| Pro Recco        | Sandro Sukno                                                                        |
| Quinto           | Luca Bittarello                                                                     |
| Roma Vis Nova    | Alessandro Calcaterra                                                               |
| Salerno          | Christian Presciutti                                                                |
| Savona           | Alberto Angelini                                                                    |
| Telimar Palermo  | Marco Baldineti                                                                     |
| Trieste          | Daniele Bettini                                                                     |

## Regular season

### Classifica
|  | Pos. | Squadra          | Pt | G  | V  | N | P  | GF  | GS  | DR   |
|  | ---- | ---------------- | -- | -- | -- | - | -- | --- | --- | ---- |
|  | 1.   | Pro Recco        | 39 | 13 | 13 | 0 | 0  | 216 | 71  | +145 |
|  | 2.   | Savona           | 36 | 13 | 12 | 0 | 1  | 190 | 102 | +88  |
|  | 3.   | AN Brescia       | 30 | 13 | 10 | 0 | 3  | 173 | 112 | +61  |
|  | 4.   | Ortigia          | 27 | 13 | 8  | 3 | 2  | 150 | 117 | +33  |
|  | 5.   | Telimar Palermo  | 25 | 13 | 8  | 1 | 4  | 146 | 128 | +18  |
|  | 6.   | Trieste          | 21 | 13 | 7  | 0 | 6  | 147 | 143 | +4   |
|  | 7.   | De Akker Bologna | 17 | 13 | 5  | 2 | 6  | 131 | 147 | -16  |
|  | 8.   | Quinto           | 16 | 13 | 5  | 1 | 7  | 122 | 144 | -22  |
|  | 9.   | Posillipo        | 16 | 13 | 5  | 1 | 7  | 105 | 147 | -42  |
|  | 10.  | Astra Roma       | 14 | 13 | 4  | 2 | 7  | 137 | 163 | -26  |
|  | 11.  | Catania          | 10 | 13 | 3  | 1 | 9  | 131 | 172 | -41  |
|  | 12.  | Roma Vis Nova    | 8  | 13 | 2  | 2 | 9  | 113 | 165 | -52  |
|  | 13.  | Salerno          | 7  | 13 | 2  | 1 | 10 | 119 | 160 | -41  |
|  | 14.  | Camogli          | 0  | 13 | 0  | 0 | 13 | 93  | 202 | -109 |

Legenda:
      Ammesse alla Poule scudetto.
      Ammesse alla Poule retrocessione.

### Calendario e risultati
|  | 1ª giornata             | 01-10-23 |
|  | Posillipo - Savona      | 8-17     |
|  | AN Brescia - Salerno    | 15-13    |
|  | Telimar - Roma Vis Nova | 15-10    |
|  | Catania - Quinto        | 10-12    |
|  | Trieste - Astra         | 14-12    |
|  | Ortigia - De Akker      | 12-12    |
|  | Camogli - Pro Recco     | 3-25     |

|  | 4ª giornata               | 14-10-23 |
|  | Savona - Ortigia          | 8-7      |
|  | Astra - Pro Recco         | 10-16    |
|  | AN Brescia - Catania      | 20-10    |
|  | Roma Vis Nova - Posillipo | 9-10     |
|  | Salerno - Telimar         | 12-10    |
|  | Quinto - Camogli          | 9-4      |
|  | De Akker - Trieste        | 9-11     |

|  | 7ª giornata            | 11/13-11-23 |
|  | Roma Vis Nova - Savona | 5-17        |
|  | Pro Recco - De Akker   | 17-7        |
|  | Trieste - Ortigia      | 13-16       |
|  | Posillipo - Salerno    | 6-5         |
|  | Telimar - Catania      | 14-12       |
|  | Astra - Quinto         | 11-15       |
|  | Camogli - Brescia      | 11-22       |

|  | 10ª giornata            | 29-11-23 |
|  | Ortigia - Pro Recco     | 7-12     |
|  | Catania - Posillipo     | 10-11    |
|  | Telimar - Camogli       | 9-8      |
|  | AN Brescia - Astra      | 19-4     |
|  | Salerno - Roma Vis Nova | 9-9      |
|  | Savona - Trieste        | 17-6     |
|  | De Akker - Quinto       | 12-12    |

|  | 13ª giornata            | 12-12-23 |
|  | Astra - Telimar         | 6-9      |
|  | Posillipo - Camogli     | 12-11    |
|  | De Akker - AN Brescia   | 7-11     |
|  | Quinto - Ortigia        | 8-13     |
|  | Pro Recco - Trieste     | 13-5     |
|  | Savona - Salerno        | 15-8     |
|  | Roma Vis Nova - Catania | 15-9     |

|  | 2ª giornata             | 04/07-10-23 |
|  | Pro Recco - Posillipo   | 19-4        |
|  | Savona - AN Brescia     | 11-10       |
|  | Salerno - Ortigia       | 8-15        |
|  | Roma Vis Nova - Trieste | 8-15        |
|  | Quinto - Telimar        | 8-10        |
|  | De Akker - Catania      | 12-10       |
|  | Astra - Camogli         | 14-7        |

|  | 5ª giornata               | 21-10-23 |
|  | Astra - Savona            | 9-16     |
|  | Posillipo - Quinto        | 8-5      |
|  | Pro Recco - Roma Vis Nova | 21-1     |
|  | Camogli - De Akker        | 7-18     |
|  | Catania - Ortigia         | 11-12    |
|  | Trieste - Salerno         | 8-5      |
|  | Telimar - AN Brescia      | 9-12     |

|  | 8ª giornata            | 18-11-23 |
|  | AN Brescia - Posillipo | 13-5     |
|  | Ortigia - Camogli      | 19-6     |
|  | Salerno - Pro Recco    | 7-20     |
|  | Telimar - Savona       | 11-14    |
|  | Catania - Trieste      | 13-12    |
|  | Quinto - Roma Vis Nova | 10-9     |
|  | De Akker - Astra       | 8-9      |

|  | 11ª giornata               | 02-12-23 |
|  | Astra - Ortigia            | 11-16    |
|  | Quinto - Salerno           | 12-4     |
|  | Pro Recco - Catania        | 18-3     |
|  | Posillipo - Telimar        | 8-15     |
|  | Roma Vis Nova - AN Brescia | 5-13     |
|  | De Akker - Savona          | 10-15    |
|  | Camogli - Trieste          | 5-11     |

|  | 3ª giornata             | 11-10-23 |
|  | Ortigia - AN Brescia    | 7-3      |
|  | Pro Recco - Savona      | 13-9     |
|  | Catania - Salerno       | 15-12    |
|  | Camogli - Roma Vis Nova | 12-13    |
|  | Telimar - De Akker      | 17-4     |
|  | Posillipo - Astra       | 10-12    |
|  | Trieste - Quinto        | 17-8     |

|  | 6ª giornata           | 08-11/16-12-23 |
|  | Ortigia - Telimar     | 7-7            |
|  | Savona - Catania      | 14-4           |
|  | De Akker - Posillipo  | 7-6            |
|  | Salerno - Camogli     | 18-9           |
|  | AN Brescia - Trieste  | 15-9           |
|  | Roma Vis Nova - Astra | 12-12          |
|  | Quinto - Pro Recco    | 6-15           |

|  | 9ª giornata              | 25-11-23 |
|  | Posillipo - Ortigia      | 10-10    |
|  | Savona - Quinto          | 15-7     |
|  | Camogli - Catania        | 6-10     |
|  | Trieste - Telimar        | 12-15    |
|  | Roma Vis Nova - De Akker | 9-13     |
|  | Astra - Salerno          | 13-7     |
|  | Pro Recco - AN Brescia   | 12-4     |

|  | 12ª giornata            | 06/09-12-23 |
|  | Ortigia - Roma Vis Nova | 9-8         |
|  | Camogli - Savona        | 4-22        |
|  | Trieste - Posillipo     | 14-7        |
|  | AN Brescia - Quinto     | 16-10       |
|  | Salerno - De Akker      | 11-13       |
|  | Telimar - Pro Recco     | 5-15        |
|  | Catania - Astra         | 14-14       |

## Poule scudetto

### Classifica
|  | Pos. | Squadra          | Pt | G | V | N | P | GF  | GS  | DR   |
|  | ---- | ---------------- | -- | - | - | - | - | --- | --- | ---- |
|  | 1.   | Pro Recco        | 57 | 6 | 6 | 0 | 0 | 293 | 106 | +187 |
|  | 2.   | Savona           | 46 | 6 | 3 | 1 | 2 | 245 | 150 | +95  |
|  | 3.   | AN Brescia       | 43 | 6 | 4 | 1 | 1 | 233 | 168 | +65  |
|  | 4.   | Ortigia          | 37 | 6 | 3 | 1 | 2 | 202 | 166 | +36  |
|  | 5.   | Telimar Palermo  | 28 | 6 | 1 | 0 | 5 | 190 | 199 | -9   |
|  | 6.   | Trieste          | 27 | 6 | 2 | 0 | 4 | 204 | 208 | -4   |
|  | 7.   | De Akker Bologna | 18 | 6 | 0 | 1 | 5 | 183 | 219 | -36  |

Legenda:
      Ammesse ai play-off scudetto, qualificazione alla  LEN Champions League 2024-2025.
      Ammesse ai play-off per la LEN Euro Cup 2024-2025.

### Calendario e risultati
|  | 1ª giornata         | 24-02-24 |
|  | Pro Recco - Ortigia | 10-5     |
|  | De Akker - Telimar  | 8-9      |
|  | AN Brescia - Savona | 6-6      |
|  | Riposa: Trieste     |          |

|  | 4ª giornata          | 19/23-03-24 |
|  | Savona - Telimar     | 13-8        |
|  | Trieste - AN Brescia | 10-12       |
|  | De Akker - Pro Recco | 6-16        |
|  | Riposa: Ortigia      |             |

|  | 7ª giornata        | 20-04-24 |
|  | De Akker - Ortigia | 8-8      |
|  | Savona - Pro Recco | 6-9      |
|  | Telimar - Trieste  | 8-13     |
|  | Riposa: AN Brescia |          |

|  | 2ª giornata            | 02-03-24 |
|  | Ortigia - Trieste      | 13-8     |
|  | Savona - De Akker      | 12-9     |
|  | AN Brescia - Pro Recco | 6-13     |
|  | Riposa: Telimar        |          |

|  | 5ª giornata           | 30-03/17-04-24 |
|  | Telimar - Ortigia     | 6-10           |
|  | Trieste - Savona      | 7-10           |
|  | AN Brescia - De Akker | 15-11          |
|  | Riposa: Pro Recco     |                |

|  | 3ª giornata          | 16-03-24 |
|  | Pro Recco - Telimar  | 16-5     |
|  | AN Brescia - Ortigia | 9-7      |
|  | Trieste - De Akker   | 12-9     |
|  | Riposa: Savona       |          |

|  | 6ª giornata          | 03/05/06-04-24 |
|  | Ortigia - Savona     | 9-8            |
|  | Trieste - Pro Recco  | 7-13           |
|  | AN Brescia - Telimar | 11-8           |
|  | Riposa: De Akker     |                |

## Poule retrocessione

### Classifica
|  | Pos. | Squadra       | Pt | G | V | N | P | GF  | GS  | DR   |
|  | ---- | ------------- | -- | - | - | - | - | --- | --- | ---- |
|  | 8.   | Quinto        | 29 | 6 | 4 | 1 | 1 | 189 | 193 | -4   |
|  | 9.   | Astra Roma    | 24 | 6 | 3 | 1 | 2 | 194 | 216 | -22  |
|  | 10.  | Posillipo     | 23 | 6 | 2 | 1 | 3 | 160 | 206 | -46  |
|  | 11.  | Catania       | 22 | 6 | 4 | 0 | 2 | 195 | 238 | -43  |
|  | 12.  | Roma Vis Nova | 17 | 6 | 3 | 0 | 3 | 169 | 224 | -55  |
|  | 13.  | Salerno       | 16 | 6 | 3 | 0 | 3 | 190 | 220 | -30  |
|  | 14.  | Camogli       | 1  | 6 | 0 | 1 | 5 | 150 | 284 | -134 |

Legenda:
      Ammessa ai play-off per la LEN Euro Cup 2024-2025.
      Ammesse ai play-out.
      Retrocessa in Serie A2 2024-2025.

### Calendario e risultati
|  | 1ª giornata             | 24-02-24 |
|  | Quinto - Posillipo      | 8-8      |
|  | Catania - Roma Vis Nova | 12-8     |
|  | Camogli - Astra         | 9-9      |
|  | Riposa: Salerno         |          |

|  | 4ª giornata           | 23-03-24 |
|  | Astra - Posillipo     | 10-7     |
|  | Catania - Camogli     | 12-11    |
|  | Salerno - Quinto      | 7-8      |
|  | Riposa: Roma Vis Nova |          |

|  | 7ª giornata             | 20-04-24 |
|  | Posillipo - Catania     | 7-9      |
|  | Salerno - Astra         | 9-11     |
|  | Roma Vis Nova - Camogli | 13-8     |
|  | Riposa: Quinto          |          |

|  | 2ª giornata            | 02/09-03-24 |
|  | Camogli - Salerno      | 8-13        |
|  | Roma Vis Nova - Quinto | 6-10        |
|  | Astra - Catania        | 14-6        |
|  | Riposa: Posillipo      |             |

|  | 5ª giornata           | 30-03-24 |
|  | Astra - Roma Vis Nova | 8-9      |
|  | Salerno - Posillipo   | 13-8     |
|  | Camogli - Quinto      | 10-19    |
|  | Riposa: Catania       |          |

|  | 3ª giornata               | 15/16-03-24 |
|  | Salerno - Catania         | 18-12       |
|  | Quinto - Astra            | 13-5        |
|  | Posillipo - Roma Vis Nova | 9-8         |
|  | Riposa: Camogli           |             |

|  | 6ª giornata             | 06-04-24 |
|  | Quinto - Catania        | 8-13     |
|  | Roma Vis Nova - Salerno | 12-11    |
|  | Camogli - Posillipo     | 11-16    |
|  | Riposa: Astra           |          |

## Play-off

### Semifinali

#### Semifinali 1º-4º posto
| Arbitri: | Ricciotti Guarracino |

|                                                                                           |           |                              |
| Zalánki, Condemi: 3 Di Fulvio, Cannella, Iocchi Gratta, Presciutti, Echenique, Hallock: 1 | Marcatori | 2: Cassia, Ferrero 1: Cupido |

| Arbitri: | Severo Carmignani |

|                                              |           |                                   |
| Bruni: 2 Patchaliev, Rizzo, Guidi, Đurđić: 1 | Marcatori | 3: Del Basso 1: Giannazza, Irwing |

| Arbitri: | Ercoli Navarra |

|                                                                 |           | |
| Inaba: 4 Ferrero: 3 La Rosa, Di Luciano, Cupido, Carnesecchi: 1 | Marcatori | 4: Zalánki 3: Condemi 2: Di Fulvio, Younger, Echenique 1: Presciutti, Kakaris, Iocchi Gratta, Hallock, Rossi |

| Arbitri: | Calabrò D'Antoni |

|                                 |           |                              |
| Alesiani: 2 Faraglia, Irwing: 1 | Marcatori | 4: Figlioli 1: Rocchi, Rizzo |

#### Semifinali 5º-8º posto
| Arbitri: | L. Bianco Alfi |

|                                                                      |                      |                                                                        |
| Giorgetti: 3 Occhione, Lo Dico: 2 Marini, Vitale, Fabiano, Hooper: 1 | Marcatori            | 3: Nora, Figari 2: N. Gambacciani 1: Di Somma, Panerai, J. Gambacciani |
| Giorgetti Vitale Occhione Woodhead Fabiano Giorgetti Vitale          | Tiri di rigore 4 – 5 | Panerai Nora Villa Molina Figari Panerai Nora                          |

| Arbitri: | Paoletti Cavallini |

|                                                                        |           |                                                                     |
| Petronio, Mlassodich: 2 Buljubašić, Valentino, Mezzarobba, Marziali: 1 | Marcatori | 3: Puccio, Camilleri, Luongo 1: De Freitas, Grossi, Alfonso, Cocchi |

| Arbitri: | Guarracino Petronilli |

|                                                             |           |                                                 |
| Ravina, Nora: 4 Molina: 3 Panerai: 2 Gambacciani, Figari: 1 | Marcatori | 7: Hooper 4: Occhione 2: Giorgetti 1: Giliberti |

| Arbitri: | Schiavo Piano |

|                                                                |           |                                                  |
| Luongo: 3 De Freitas, Grossi, Camilleri, Milaković, Alfonso: 1 | Marcatori | 2: Dasic, Bini 1: Petronio, Mezzarobba, Marziali |

### Finali

#### Finale scudetto
| Arbitri: | Navarra Carmignani |

|                                                                  |           |                                              |
| Younger, Iocchi Gratta: 2 Zalánki, Cannella, Condemi, Aicardi: 1 | Marcatori | 2: Figlioli 1: Patchaliev, Rizzo, Campopiano |

| Arbitri: | Schiavo Calabrò |

|                            |           |                                                                                |
| Figlioli, Rocchi, Guidi: 1 | Marcatori | 3: Cannella 2: Younger, Condemi, Presciutti 1: Iocchi Gratta, Kakaris, Hallock |

#### Finale per il 3º posto
| Arbitri: | Petronilli Pinato |

|                                                                                |           |                                                         |
| Alesiani, Gianazza: 3 Lazić: 2 Del Basso, Balzarini, Renzuto Iodice, Irving: 1 | Marcatori | 4: Cassia 2: Ferrero 1: La Rosa, Cupido, Bitadze, Inaba |

| Arbitri: | Ercoli Brasiliano |

|                                                        |           | |
| Cassia, Ferrero: 3 Carnesecchi, Inaba: 2 Napolitano: 1 | Marcatori | 3: Irwing 1: Del Basso, Balzarini, Faraglia, Gianazza, Renzuto Iodice, Guerrato, Alesiani, Manzi, Gitto |

#### Finale per il 5º posto
| Arbitri: | Nicolosi Zedda |

|                                                                   |                      |                                                                |
| Camilleri: 4 De Freitas, Luongo: 2 Puccio, Milaković, De Simon: 1 | Marcatori            | 4: Ravina 3: Fracas, Gambacciani 1: Villa                      |
| Camilleri Luongo De Freitas Grossi Puccio Camilleri Luongo        | Tiri di rigore 5 – 6 | Panerai Nora Molina N. Gambacciani J. Gambacciani Panerai Nora |

| Arbitri: | Alfi Scappini |

|                                                                        |           |                                                                           |
| Panerai: 3 Nora, J. Gambacciani: 2 N. Gambacciani, Di Somma, Ravina: 1 | Marcatori | 3: Luongo 2: Camilleri, De Simon 1: De Freitas, Grossi, Milakovic, Cocchi |

| Arbitri: | L. Bianco Petronilli |

|                                                                   |                      |                                                         |
| Luongo: 4 De Freitas, Camilleri: 2 Alfonso: 1                     | Marcatori            | 2: Molina, Ravina, Nora 1: Fracas, Panerai, Gambacciani |
| Camilleri De Freitas Milakovic Grossi Puccio Camilleri De Freitas | Tiri di rigore 4 – 5 | Panerai Nora Molina Villa Gambacciani Panerai Nora      |

#### Finale per il 7º posto
| Arbitri: | Piano Cavallini |

|                                                     |           |                                                          |
| Hooper: 5 Occhione: 2 Vitale, Lo Cascio, Lo Dico: 1 | Marcatori | 4: Mezzarobba 2: Petronio 1: Buljubašić, Dasic, Marziali |

| Arbitri: | Braghini Romolini |

|                                                                    |           |                                                                        |
| Petronio: 3 Podgornik, Mezzarobba, Marziali: 2 Bini, Mladossich: 1 | Marcatori | 6: Hooper 2: Marini, Vitale, Giorgetti, Occhione 1: Lo Cascio, Lo Dico |

## Play-out

### Semifinali
| Arbitri: | Colombo Nicolosi |

|                                                                 |           |                                                          |
| Cuccovillo: 3 Mattiello: 2 Somma, Radojevic, Saccoia, Serino: 1 | Marcatori | 2: Fortunato, Gallo, Presciutti, Goreta, Pica 1: Bertoli |

| Arbitri: | Romolini Piano |

|                                                                        |           |                                                                            |
| Russo: 5 Muscat: 3 Torrisi: 2 Slobodien, Nicolosi, Murisic, Catania: 1 | Marcatori | 5: Cecchini 4: Viskovic 2: De Robertis, Antonucci 1: Ciotti, Poli, Agnolet |

| Arbitri: | Brasiliano Ferrari |

|                                                          |           |                                                                 |
| Gallo: 3 Goreta: 2 Luongo, Gallozzi, Vrbnjak, Bertoli: 1 | Marcatori | 5: Briganti 2: Rocchino, Radojevic 1: Tubić, Cuccovillo, Serino |

| Arbitri: | Colombo Bianco |

|                                                             |           |                                                                     |
| Viskovic: 4 Antonucci: 3 De Robertis: 2 Ciotti, Cecchini: 1 | Marcatori | 3: Russo 2: Gulotta, Muscat, Catania 1: Slobodien, Torrisi, Murisic |

| Arbitri: | Navarra Ricciotti |

|                                                                           |           |                                                  |
| Rocchino: 3 Mattiello, Aiello: 2 Angelone, Tubić, Cuccovillo, Briganti: 1 | Marcatori | 3: Goreta 2: Vrbnjak, Gallo 1: Luongo, Fortunato |

| Arbitri: | Pinato Calabrò |

|                                                                                            |           |                                                                                        |
| Muscat: 5 R. Torrisi: 4 Murisic: 3 Gulotta: 2 Slobodien, G. Torrisi, E. Russo, Gulisano: 1 | Marcatori | 2: Ciotti, Viskovic, Antonucci 1: Poli, Cecchini, S. Russo, Agnolet, Narciso, Di Rocco |

### Finale play-out
| Arbitri: | Brasiliano D'Antoni |

|                                                  |           |                                      |
| Viskovic: 2 Ciotti, Poli, Cecchini, Antonucci: 1 | Marcatori | 2: Vrbnjak 1: Luongo, Parrilli, Pica |

| Arbitri: | Pinato D. Bianco |

|                                                      |           |                                                             |
| Goreta: 3 Luongo: 2 Fortunato, Parrilli, Gallozzi: 1 | Marcatori | 3: Narciso 2: Di Rocco, Antonucci 1: Ciotti, Poli, Cecchini |

## Verdetti
- Pro Recco: Campione d'Italia
- Savona in LEN Champions League
- AN Brescia ammesso ai playoff di LEN Champions League
- Ortigia alla fase a gironi di LEN Euro Cup
- De Akker Bologna e ai playoff di LEN Euro Cup.
- Quinto ai playoff di LEN Euro Cup.
- Pro Recco ai playoff di LEN Euro Cup.[3][4]
- Salerno e  Camogli retrocesse in Serie A2.